# Dominio de Kasama

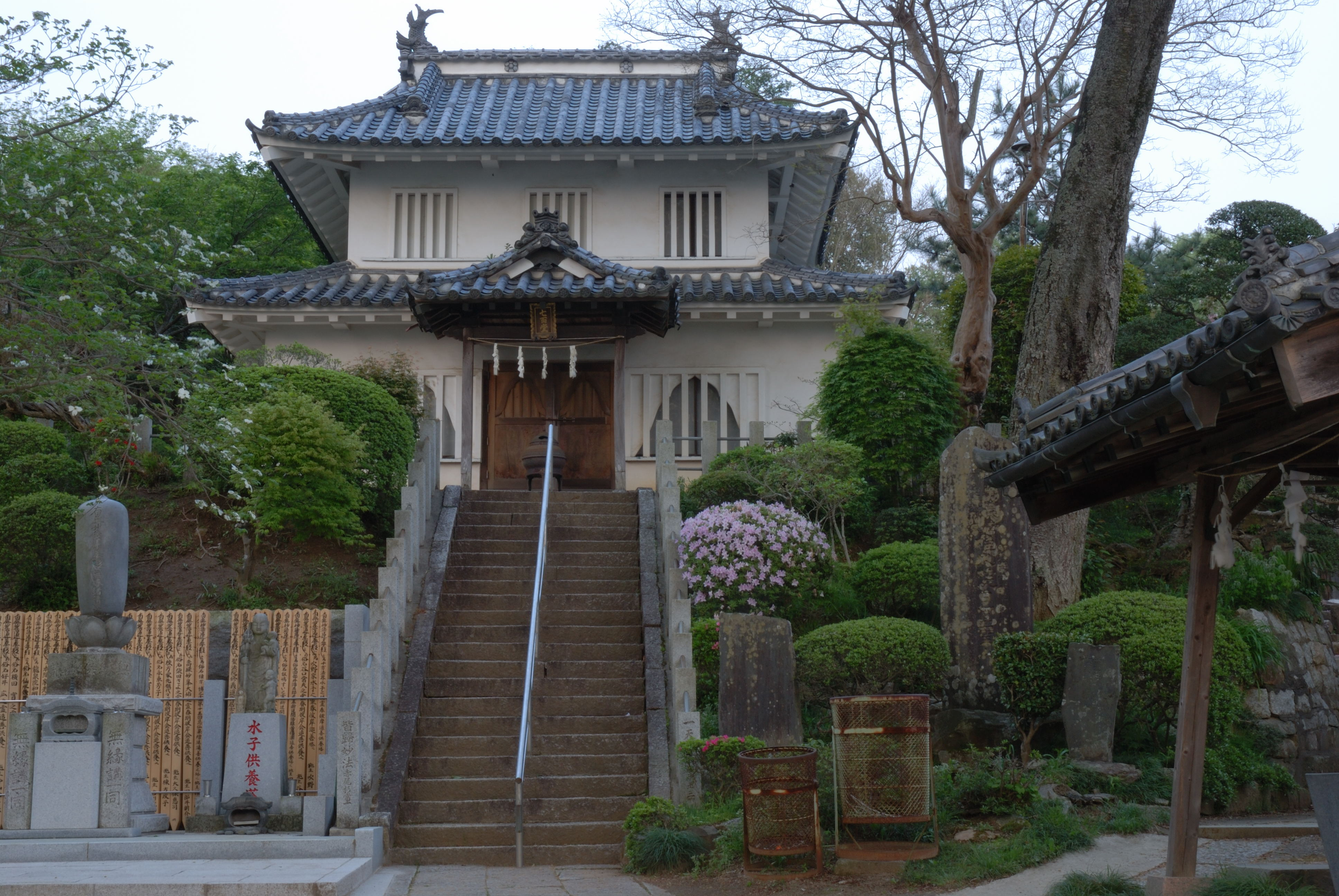
Una torre reconstruida perteneciente al castillo Kasama.

El dominio de Kasama (笠間藩 Kasama-han) fue un dominio feudal bajo el gobierno del shogunato Tokugawa durante el periodo Edo. Se localizaba en la Provincia de Hitachi (actualmente la prefectura de Ibaraki), en Japón. Tenía su sede en el castillo Kasama, lo que actualmente forma parte de la ciudad de Kasama. Fue gobernado por numerosos clanes durante su primeros años, antes de asentarse en el gobierno una rama del clan Makino desde la mitad del periodo Edo hasta la restauración Meiji donde se abolió el sistema Han.

## Historia
El castillo fue originalmente una fortaleza del clan Kasama, quien gobernaba la región desde el periodo Kamakura.Sin embargo, los Kasama fueron destruidos por Toyotomi Hideyoshi por haber apoyado al clan Odawara Hōjō, y sus tierras fueron dadas al clan Utsunomiya y después a Gamo Hideyuki en 1598. 
El dominio tenía 360 hogares donde residían los samurái, y 348 hogares para la plebe, según un censo de la era Bunsei.

## Territorios al final del periodo Edo
Como la mayoría de dominios del sistema Han, el dominio de Kasama consistía en varios territorios discontinuos calculados para proveer el kokudaka (impuestos según el tamaño de las tierras) basado en censos catastrales periódicos y en el rendimiento agrícola proyectado.
- Provincia de Hitachi
  - 84 poblados en el distrito Ibaraki.
  - 2 poblados en el distrito Shida.
- Provincia de Mutsu (específicamente en la de Iwashiro)
  - 5 poblados en el distrito Ishikawa.
  - 14 poblados en el distrito Iwaseki.
  - 30 poblados en el distrito Iwaki.